# Manuel Prado Ugarteche
Pour les articles homonymes, voir Padro.
Manuel Prado Ugarteche (Lima, 21 avril 1889 – Suresnes, 14 août 1967) est un ingénieur, banquier et homme d'État péruvien, qui est président de la République à deux reprises, du 8 décembre 1939 au 28 juillet 1945 et du 28 juillet 1956 au 18 juillet 1962.

## Biographie

### Jeunes années
Manuel Prado est né en 1889 dans une famille patricienne de Lima. Son père, Mariano Ignacio Prado, est chef suprême du Pérou entre 1865 et 1867. Son frère aîné est le philosophe Javier Prado. Un autre frère, Leoncio Prado, fut un héros militaire. Il suit des études supérieures à l'École d'ingénieurs du Pérou (l’actuelle Université nationale d'ingénierie), et en sort avec le diplôme d’ingénieur civil. De 1915 à 1919, Prado est professeur à l'université nationale principale de San Marcos à Lima. En 1918, il se marie avec Enriqueta Garland, dont il a un fils et une fille. En 1919, il est élu député du parti Parti de l'Union parlementaire au Congrès pendant le gouvernement d'Augusto Leguía. Mais il s’oppose à la dictature de ce dernier et doit s’exiler à Paris de 1921 à 1932.
De retour au Pérou, il préside la Banque centrale du Pérou de 1934 à 1939. 

### Première présidence
En 1939, à la tête de la Coalition conservatrice, Manuel Prado Ugarteche obtient 78 % des voix et succède à Oscar R. Benavides à la présidence de la République. Il permet le retour à la légalité du Parti apriste péruvien qui l’a soutenu.
En 1941, le Pérou est engagé dans un court conflit armé avec l’Équateur qui lui assure la souveraineté sur 200 000 km2 supplémentaires de forêt amazonienne. Il signe en 1942 le protocole de Rio de Janeiro qui définit les frontières entre les deux pays. Pendant la Seconde Guerre mondiale le pays s’aligne nettement sur les Alliés. Le Pérou est la première nation sud-américaine à déclarer la guerre à l’Axe mais il n’a participé à la guerre qu’en 1945.
Pendant son gouvernement le pays parvient à asphalter complètement sa portion de la Route panaméricaine.
Prado termine son mandat en 1945 et José Luis Bustamante y Rivero lui succède. Il part s’installer quelques années à Paris, cette fois-ci de son plein gré.

### Seconde présidence
Manuel Prado Ugarteche revient au Pérou en 1955 pour participer à l’élection présidentielle de 1956, qu’il remporte avec le soutien de l’Alliance populaire révolutionnaire américaine qui avait de nouveau été interdite par le gouvernement précédent de Manuel A. Odría. Il remporte les élections face à Fernando Belaúnde Terry qui obtient 45 % des voix. Il devient président de la République pour la deuxième fois 
Prado annonce qu’il va soumettre au congrès nouvellement élu une loi pour légaliser de nouveau l’Alliance populaire révolutionnaire américaine. La loi est adoptée et le fondateur de l’Alliance populaire révolutionnaire américaine, Víctor Raúl Haya de la Torre peut ainsi rentrer de son exil à l’étranger.
Aligné diplomatiquement sur les États-Unis, il suggère parfois des initiatives. Lors d'une rencontre avec le secrétaire d’État Dean Rusk, il lui propose « de mener une action rapide et décisive » contre Fidel Castro, sans se préoccuper des possibles protestations internationales. D'après lui « Les réactions ne dureront pas et l'affaire sera aussi rapidement oubliée que l'invasion du Guatemala et l'assassinat de Patrice Lumumba ».
Sa politique économique oscille entre d’une part l’expérimentation libérale (suppression des subventions aux combustibles et aux produits alimentaires, ce qui provoque des grèves et des troubles) et d’autre part le contrôle des sorties de capitaux et le début de la nationalisation de la production pétrolière. 
En 1958, il obtient de l’Église catholique qu’elle annule son mariage avec Enriqueta Garland pour épouser en secondes noces Clorinda Málaga. 

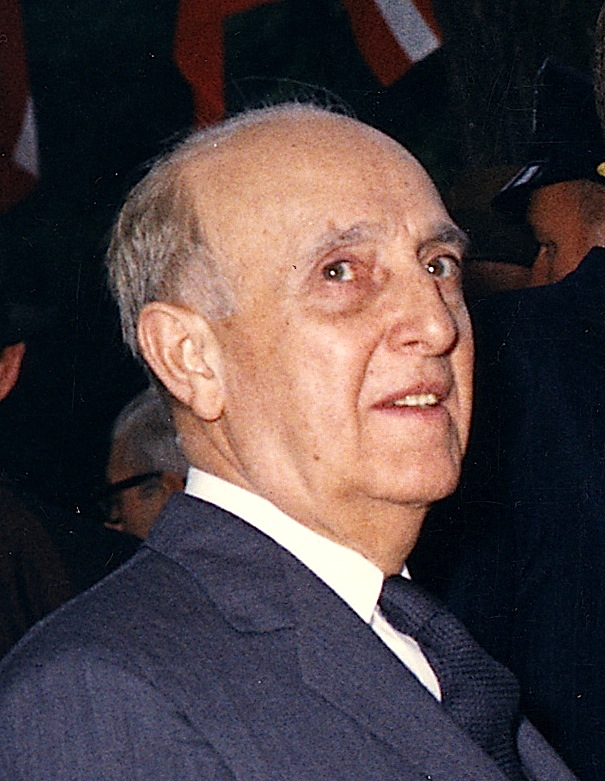
Manuel Prado Ugarteche en 1961.

En 1961, il est le premier chef d’État étranger à se rendre en visite au Japon depuis la Seconde Guerre mondiale.

### Exil en France
Manuel Prado Ugarteche ne termine pas son second mandat à 18 jours près, car il est renversé par un coup d’État militaire en juin 1962 conduit par la Junte militaire de Gouvernement. Celle-ci est formée par les chefs des trois Armes et présidée par le général Ricardo Pérez Godoy, qui vise à empêcher que l’apriste Víctor Raúl Haya de la Torre, arrivé en tête des élections du 10 juin n’accède au pouvoir. Il doit s’exiler de nouveau à Paris, où il meurt cinq ans plus tard, le 14 août 1967.
Manuel Prado Ugarteche a publié divers travaux scientifiques sur le calcul infinitésimal et l’hydrostatique.

## Distinctions
- Grand-croix de l'ordre de Sant'Iago de l'Épée